# Alberto Carvalho da Silva
Alberto Carvalho da Silva (Porto, 1916 – São Paulo, 30 de junho de 2002) foi um cientista, médico e professor luso-brasileiro. Foi autor de mais de quarenta trabalhos de natureza experimental na área de nutrição, publicados em periódicos nacionais e internacionais. Em 1979 até 1983 integrou o Advisory Group of Nutrition do Subcomitê de Nutrição da Organização das Nações Unidas (ONU). Foi professor emérito da Universidade de São Paulo (USP), diretor presidente da Fundação de Amparo à Pesquisa do Estado de São Paulo (FAPESP) de 1984 a 1993, e presidente de honra da Sociedade Brasileira para o Progresso da Ciência (SBPC). É tido pelo Instituto de Estudos Avançados (IEA) como um dos criadores da FAPESP.

## Biografia
Formado em medicina, professor emérito da USP, co-fundador e diretor presidente da FAPESP, Alberto Carvalho da Silva foi afastado do cargo da diretoria científica em 1969, por causa da conjuntura político-militar. Passou a trabalhar na Fundação Ford como consultor técnico em ciência, tecnologia e nutrição.
Organizou diversos encontros e seminários sobre política científica e tecnológica, segurança alimentar, política industrial brasileira e relações universidade-empresa.
Morreu em 30 de junho de 2002 em São Paulo aos 85 anos de idade, por consequência de uma fibrose pulmonar.